# 1500 en science
| Années de la science : 1497 - 1498 - 1499 - 1500 - 1501 - 1502 - 1503    |
| Décennies de la science : 1470 - 1480 - 1490 - 1500 - 1510 - 1520 - 1530 |

Cet article présente les faits marquants de l'année 1500 en science.

## Événements
- 9 mars : l'expédition de Pedro Alvares Cabral, formée de 13 caravelles, quitte Lisbonne[1].
- 22 avril : Pedro Alvares Cabral atteint les côtes du Brésil dont il prend possession au nom du Portugal[1].
- 6 novembre : l'astronome polonais Nicolas Copernic observe une éclipse de lune à Rome[2].

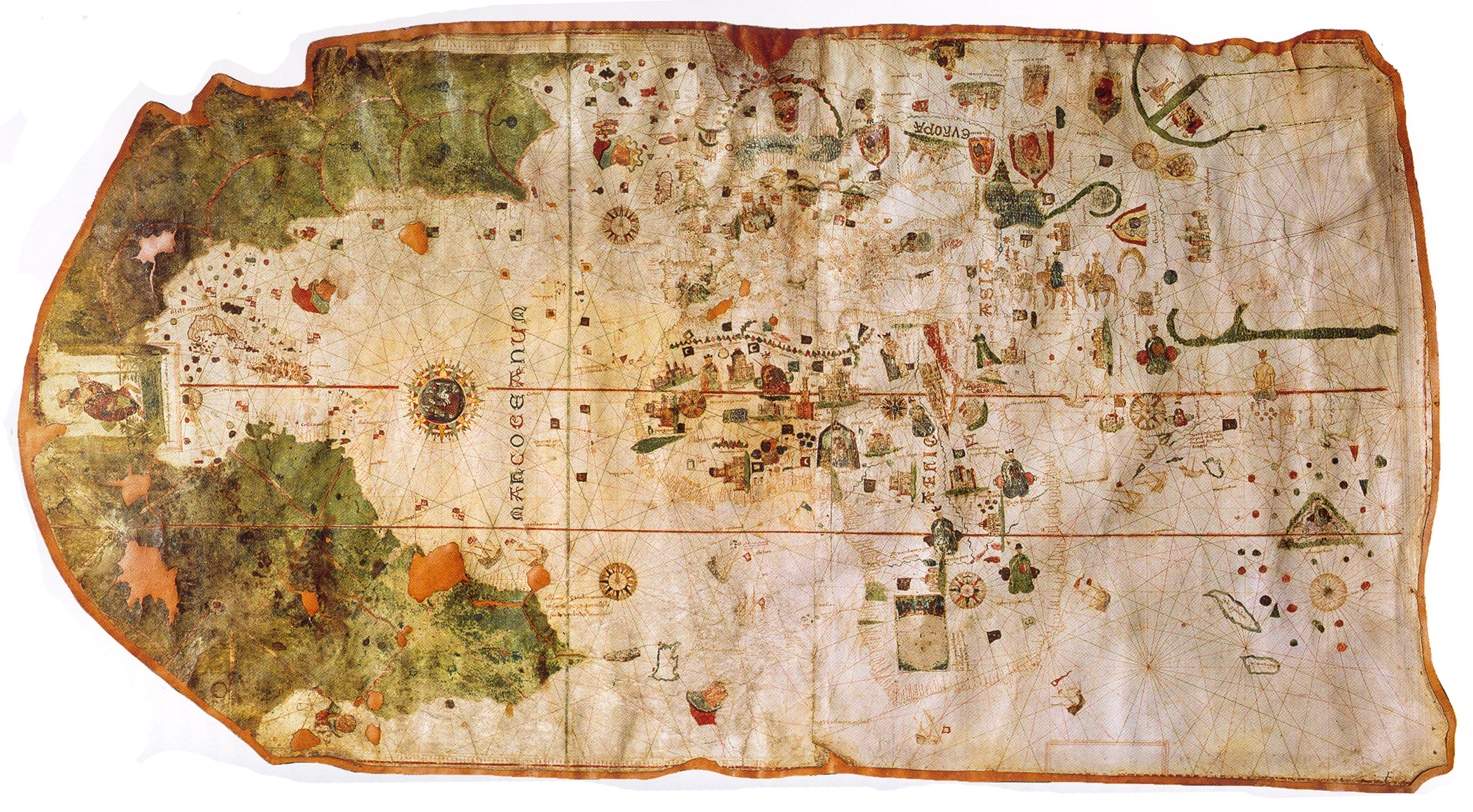
Carte de Juan de la Cosa (ouest à gauche)

- Carte de Juan de la Cosa. C'est la plus ancienne représentation du Nouveau Monde connue[3]. Elle comporte un contour de Cuba, une île que Colomb croyait être la côte du continent asiatique.
- Édition du Liber de arte distillandi de simplicibus, « L'art de distiller les simples », manuel de distillation de Hieronymus Brunschwig[4].

## Naissances
- Hernando de Alarcón (mort en 1541), navigateur espagnol.
- Ruy López de Villalobos (mort en 1544), explorateur espagnol qui baptisa de leur nom les Philippines.
- Walther Hermann Ryff (mort vers 1548), chirurgien.
- Pierre Desceliers (mort vers 1558), cartographe français considéré comme le père de l’hydrographie française.
- Pierre Forcadel (mort en 1572), mathématicien français.
- Bartolomeo Maranta (mort en 1571), médecin et botaniste italien.
- Nicolas Nalješković (mort en 1587), mathématicien, poète, et dramaturge croate.
- Garcia de Orta (mort en 1568), médecin et botaniste portugais.

## Décès
- 29 mai : Bartolomeu Dias (né vers 1450), explorateur portugais.
- Giorgio Valla (né en 1447), humaniste, écrivain et mathématicien italien.